# Cleome mossamedensis
Cleome mossamedensis là một loài thực vật có hoa trong họ Màng màng. Loài này được Exell & Mendonça mô tả khoa học đầu tiên năm 1936.